# Vành đai Sao Thổ

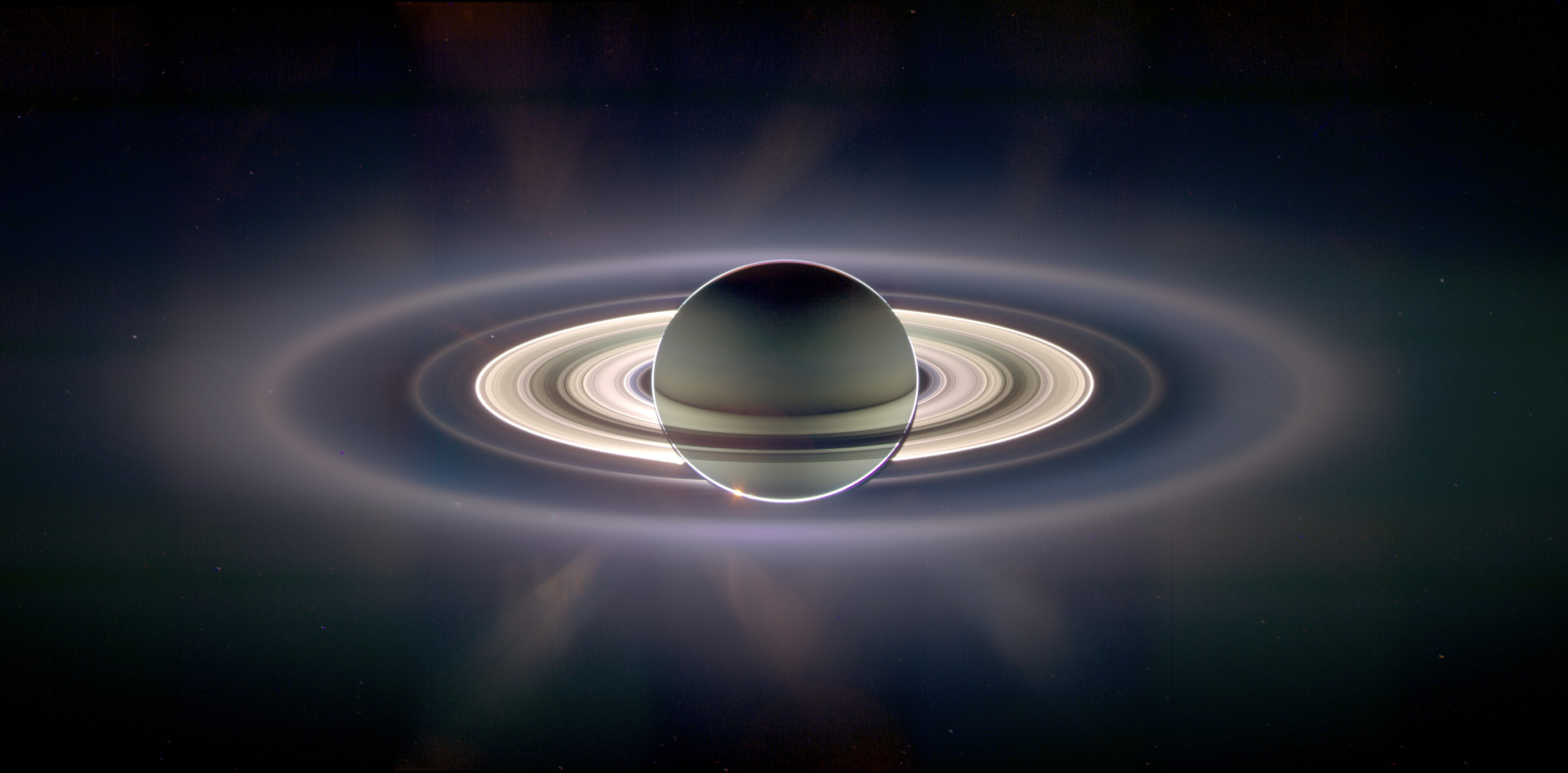
Hình ảnh các vành đai chính, chụp ở điểm thuận lợi khi Sao Thổ che khuất Mặt Trời từ tàu không gian Cassini ngày 15 tháng 9 năm 2006 (độ trắng được cường điệu). "Đốm Xanh Mờ" ở vị trí lúc 10 giờ, bên ngoài các vành đai chính và ngay bên trong Vành G, là Trái Đất.

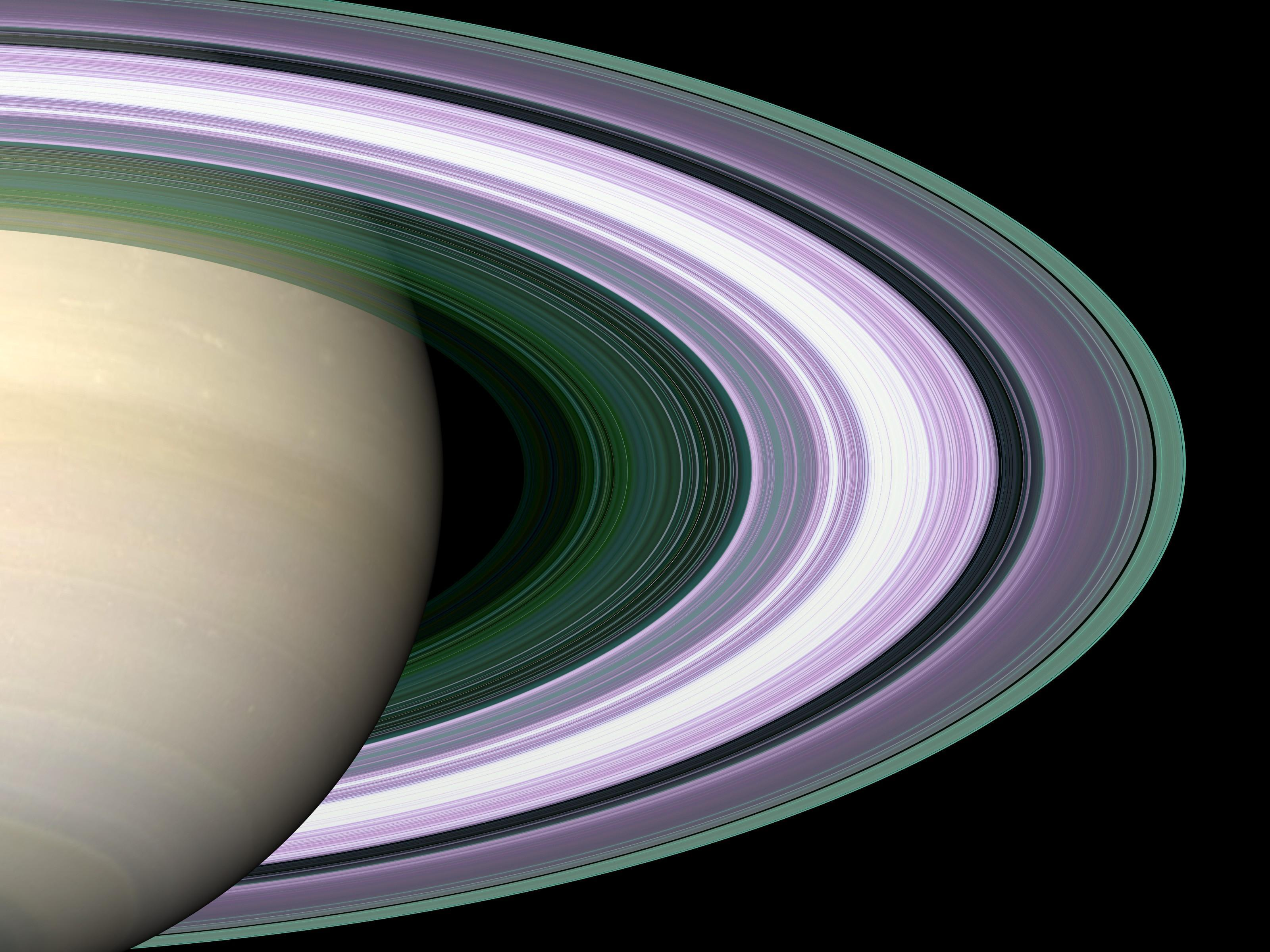
Bức ảnh mô phỏng sử dụng màu sắc để biểu diễn sự che lấp radio-một phương pháp để suy ra kích cỡ các hạt trong vành đai.

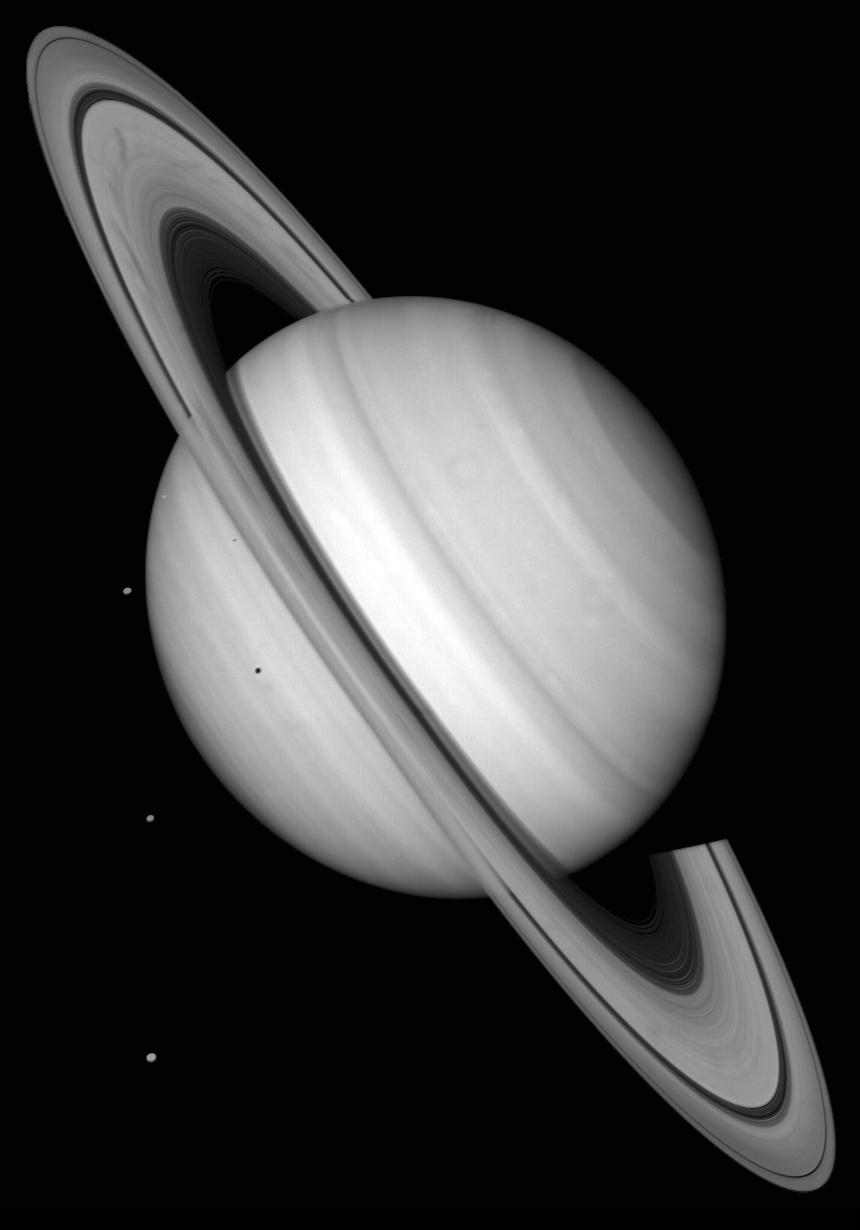
Hình ảnh từ Voyager 2 chụp sao Thổ đổ bóng xuống vành đai của nó. Bốn vệ tinh và spokes có thể thấy rõ ràng.

Vành đai Sao Thổ là hệ vành đai hành tinh mở rộng nhất trong mọi hành tinh của hệ Mặt Trời. Chúng chứa vô số các hạt nhỏ, kích cỡ từ vài micro mét đến hàng mét, tụ tập thành đám bụi quay quanh Sao Thổ. Các hạt của vành đai cấu thành chủ yếu từ băng và lẫn một số bụi và các thành phần hóa học khác.
Mặc dù ánh sáng bị phản xạ lại từ các vành đai làm tăng độ trắng của Sao Thổ, nhưng chúng ta vẫn không thể nhìn thấy các vành đai bằng mắt thường được. Năm 1610, một năm sau khi Galileo Galilei lần đầu tiên hướng kính thiên văn lên bầu trời, ông đã trở thành người đầu tiên quan sát thấy các vành đai của Sao Thổ, mặc dù Galilei đã không nhìn rõ để hiểu được bản chất tự nhiên của vành đai. Năm 1655, Christiaan Huygens là người đầu tiên miêu tả chúng như một đĩa quay xung quanh Sao Thổ. Mặc dù nhiều người nghĩ là vành đai Sao Thổ là một chuỗi các vòng đai (nhẫn-ringlet) rất nhỏ (một khái niệm do Laplace đưa ra), thì có rất ít các khoảng trống thực sự giữa các vành.  Khi phóng đại các vành đai lên thì khoảng trống giữa các hạt trong vành đai sẽ lớn rất nhiều.
Có một vài khoảng trống bên trong các vành: có hai khoảng mở ra do có các vệ tinh tự nhiên ở các khoảng này, và rất nhiều khoảng khác nằm ở vị trí gọi là cộng hưởng quỹ đạo mất ổn định với các vệ tinh của Sao Thổ. Những khoảng khác thì chưa thể giải thích được. Mặt khác, cộng hưởng ổn định lại là nguyên nhân của một vài vành tồn tại rất lâu, như vòng đai Titan và Vành G.
Xa bên ngoài các vành đai chính là vành đai Phoebe, nó nghiêng một góc 27 độ so với các vành đai khác, và giống như Phoebe, vành đai này quay quanh Sao Thổ theo quỹ đạo nghịch hành.

## Lịch sử

### Quan sát của Galileo

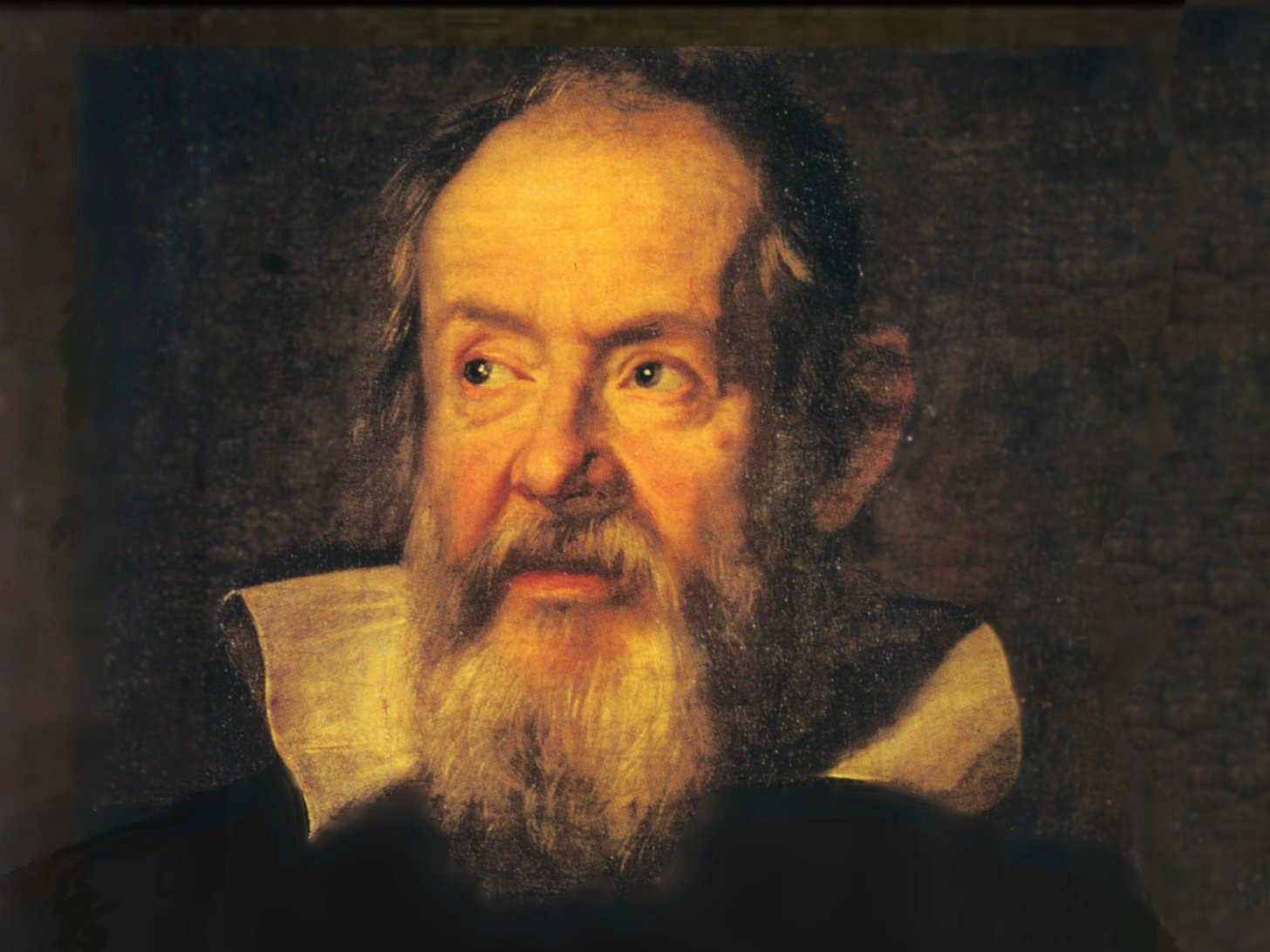
Galileo là người đầu tiên nhìn thấy các vành.

Galileo Galilei đã lần đầu tiên quan sát các vành vào năm 1610 nhờ sử dụng chiếc kính thiên văn của ông, nhưng ông đã không thể nhận rõ ra chúng. Ông viết thư gửi cho Công tước Tuscany rằng "Sao Thổ không lẻ loi, mà là ba vật thể đồng hành với hầu như chúng chạm vào nhau và không bao giờ di chuyển hay thay đổi vị trí tương ứng với nhau. Chúng sắp xép theo một đường song song với hoàng đạo, và cái ở giữa (chính là Sao Thổ) có kích cỡ bằng ba lần những cái bên cạnh." Ông cũng miêu tả Sao Thổ có "tai". Năm 1612, mặt phẳng chứa các vành đai đã hướng trực tiếp đến Trái Đất và các vành đai biến mất. Bị bối rối, Galileo đã tự hỏi, "phải chăng Sao Thổ đã nuốt chửng những đứa trẻ của mình?", dựa trong thần thoại nói về thần Satuya đã nuốt chửng các con của mình để tránh khỏi bị cướp ngai vàng. Các vành đai xuất hiện lại vào năm 1613, càng làm cho Galileo bối rối.
kết quả của họ được công bố. Galileo đã sử dụng smaismrmilmepoetaleumibunenugttauiras cho Altissimum planetam tergeminum observavi ("Tôi đã quan sát hành tinh xa nhất thấy có dạng bộ ba") cho sự khám phá ra các vành đai của Sao Thổ.

### Lý thuyết vành đai và các quan sát

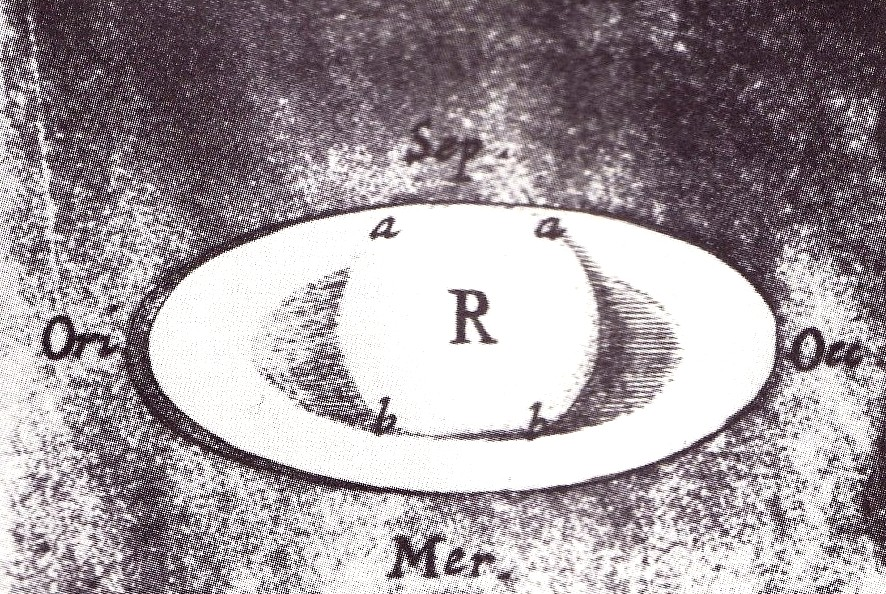
Robert Hooke ghi chú sự đổ bóng (a và b) bởi cả hành tinh cầu và các vành đai ở trên mỗi phía trong bức vẽ về Sao Thổ năm 1666.

Năm 1655, Christiaan Huygens trở thành người đầu tiên cho rằng Sao Thổ được bao xung quanh bởi một vành đai. Sử dụng một kính viễn vọng phản xạ do ông tự thiết kế mạnh gấp 50 lần cái của Galileo, Huygens quan sát Sao Thổ và viết rằng "Nó [Sao Thổ] được bao xung quanh bởi một vành đai mỏng, phẳng, không chạm với hành tinh, nghiêng với mặt phẳng hoàng đạo." Robert Hooke cũng là người sớm quan sát các vành đai của Sao Thổ và chú ý đến sự đổ bóng trên các vành đai.
Năm 1675, Giovanni Domenico Cassini xác định rằng vành đai của Sao Thổ được tổ hợp từ rất nhiều vành đai nhỏ hơn với các khoảng trống ở giữa chúng; những khoảng trống lớn nhất sau này đã được đặt tên là Ranh giới Cassini. Ranh giới này là một vùng rộng 4.800 km giữa vành A và vành B.
Năm 1787, Pierre-Simon Laplace cho rằng các vành đai là thành phần của một vành lớn đặc (giống chiếc nhẫn).
Năm 1859, James Clerk Maxwell chứng minh rằng các vành đai không thể là đặc nếu không chúng sẽ trở lên không ổn định hoặc bị vỡ tan. Ông đề xuất là các vành đai phải được kết hợp từ rất nhiều các hạt nhỏ, quay độc lập quanh Sao Thổ. Lý thuyết của Maxwell đã được chứng minh là đúng vào năm 1895 nhờ nghiên cứu quang phổ học được thực hiện bởi James Keeler ở đài quan sát Allegheny.

## Các đặc tính vật lý

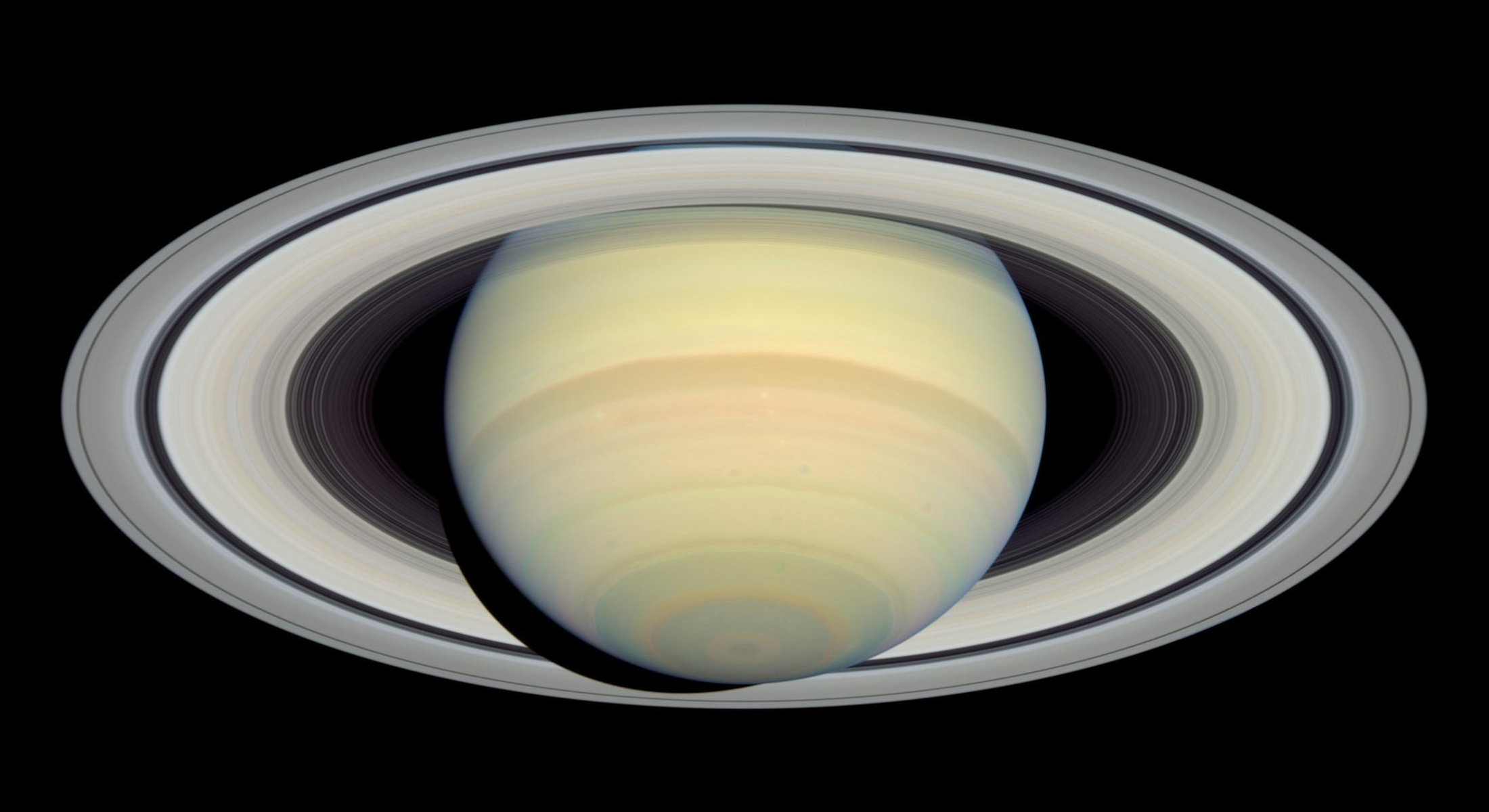
Ranh giới Cassini có màu tối chia tách hai vành lớn là Vành B ở trong và Vành A ở ngoài trong bức ảnh chụp từ ACS của HST (22 tháng 3 năm 2004). Vành C mờ hơn ở ngay bên trong Vành B.

Các vành chính đậm đặc mở rộng từ 7.000 km đến 80.000 km tính từ đường xích đạo của Sao Thổ, với bề dày của chúng được ước lượng là từ 10 mét tới 1 kilômét, và có thành phần tới 99,9% là băng nước thuần túy và một chút ít các tạp chất gồm tholin hoặc silicate. Các vành đai chính chứa chủ yếu các hạt có kích cỡ từ 1 xentimét đến 10 mét.
Tổng khối lượng của vành đai Sao Thổ vào khoảng 3 x 1019 kg. Đây là một khối lượng nhỏ so với khối lượng của Sao Thổ (nó chỉ bằng 50 phần tỷ) và chỉ hơi nhỏ hơn khối lượng của vệ tinh Mimas. Hiện tại có những ý kiến cho rằng, mặc dù chưa được xác nhận, sự ước lượng trên là hơi thấp bởi vì có sự kết thành nhóm trong các vành và khối lượng tổng cộng có thể cao gấp ba lần con số đã ước tính.
Trong khi những khoảng hở lớn nhất trong vành đai, như Ranh giới Cassini và Khoảng hở Encke, có thể quan sát trực tiếp từ Trái Đất, thì các tàu vũ trụ Voyager đã khám phá ra rằng vành đai có cấu trúc phức tạp với hàng nghìn khoảng hở và vòng đai xen kẽ. Cấu trúc này được cho là xuất hiện từ một số cách thức khác nhau, với lực hút hấp dẫn từ các vệ tinh của Sao Thổ. Một số khoảng hở rất dễ phân biệt do sự có mặt của một số vệ tinh tự nhiên nhỏ trong khoảng hở này, như vệ tinh Pan, cũng nhờ quan sát các khoảng hở này mà nhiều vệ tinh nhỏ khác đã được khám phá, và rất nhiều vành đai dường như được duy trì bởi lực hấp dẫn của các vệ tinh nhỏ (như trường hợp của Prometheus và Pandora duy trì sự ổn định cho vành F). Những khoảng hở khác xuất phát từ sự cộng hưởng giữa chu kỳ quỹ đạo của các hạt trong khoảng hở với những vệ tinh lớn hơn ở bên ngoài; Mimas duy trì Ranh giới Cassini theo cách này.

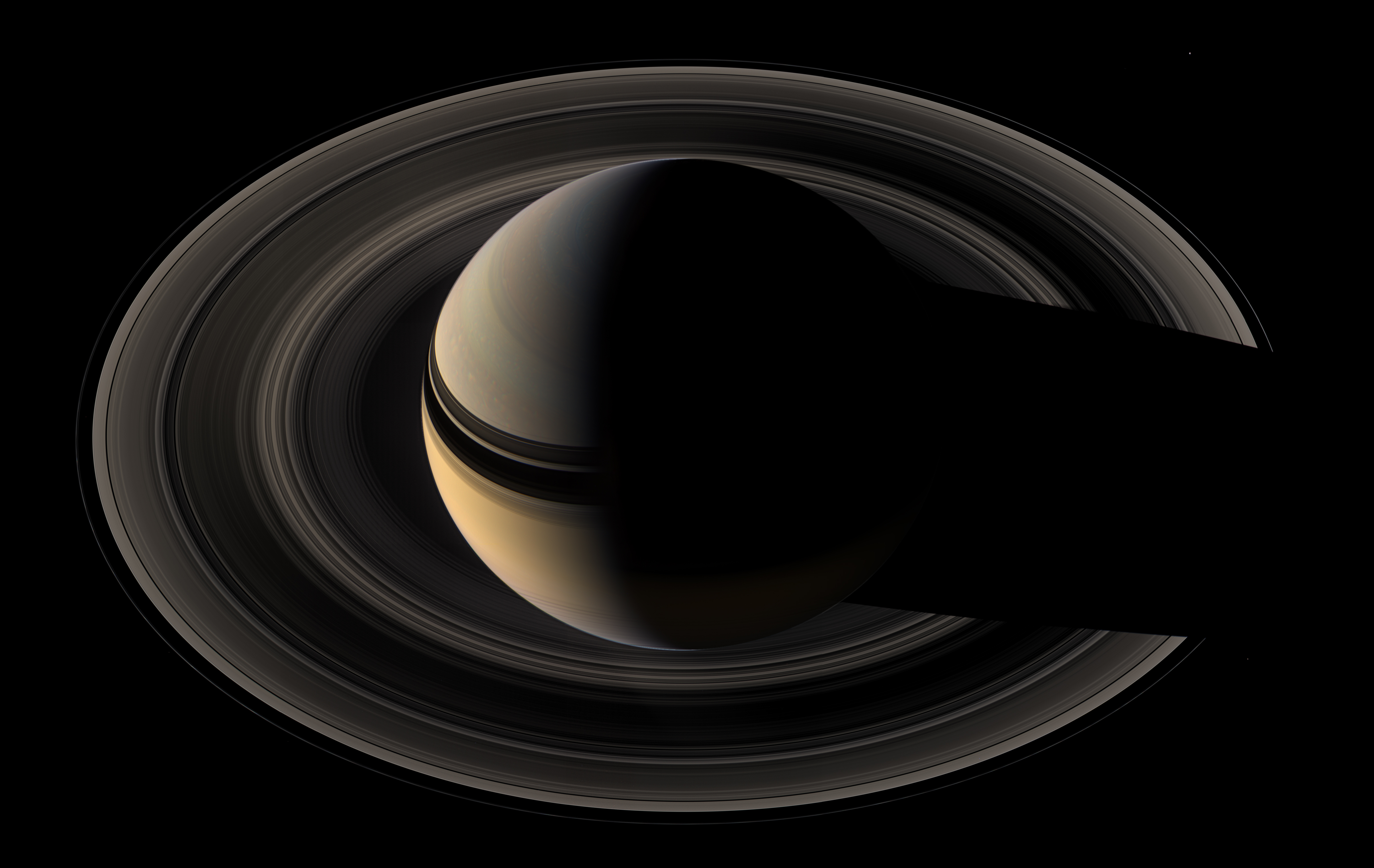
Tàu thăm dò Cassini chụp được phần vành đai Sao Thổ bị che khuất ánh sáng Mặt Trời (9 tháng 5 năm 2007).

Dữ liệu từ tàu thăm dò Cassini cho thấy các vành đai Sao Thổ cũng có khí quyển riêng của chúng, độc lập với khí quyển của hành tinh mẹ. Bầu khí quyển này có thành phần từ khí phân tử oxy (O2) được tạo ra khi các tia cực tím từ Mặt Trời tương tác với băng nước của vành đai. Các phản ứng hóa học giữa các mảnh phân tử nước, sau nữa là được các tia cực tím kích thích tạo ra và giải phóng vào môi trường xung quanh các khí O2. Theo các mô hình về bầu khí quyển này, H2 cũng có mặt. Các phân tử O2 và H2 trong khí quyển rất thưa thớt do đó nếu nén toàn bộ khí quyển lại lên vành đai thì nó chỉ dày bằng 1 nguyên tử. Vành đai cũng có khí quyển với các phân tử OH (hidrôxít) thưa thớt. Giống với O2, các phân tử này được tạo ra nhờ sự phân hủy của những phân tử nước, mặc dù trong trường hợp này năng lượng phân hủy có được từ các ion năng lượng cao bắn phá vào phân tử nước, và các ion này thoát ra từ vệ tinh của Sao Thổ là Enceladus. Lớp khí quyển này, mặc dù cực kỳ thưa thớt, được xác định từ Trái Đất nhờ kính viễn vọng không gian Hubble.

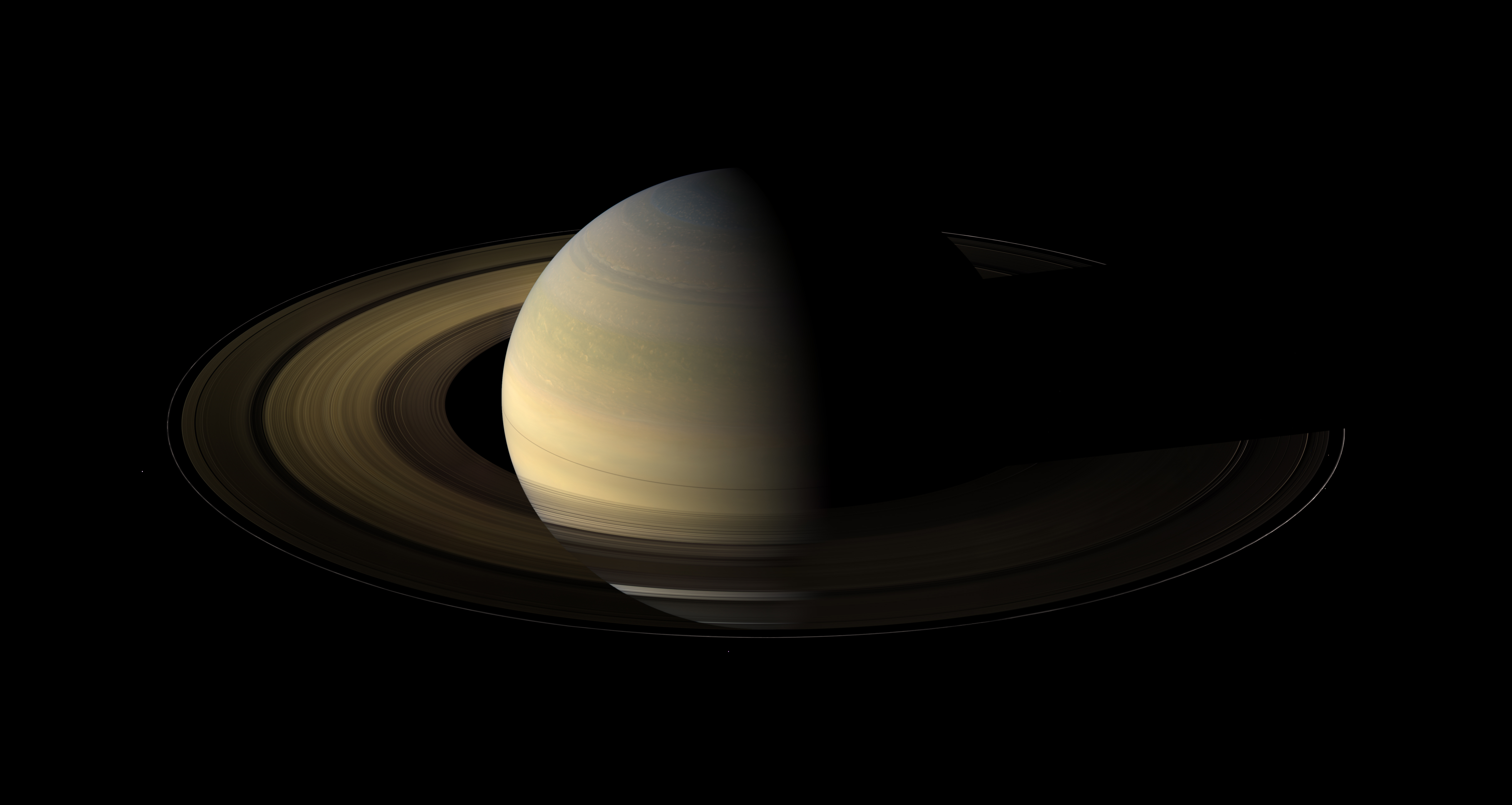
Ảnh chụp từ tàu Cassini cho thấy các vành đai Sao Thổ ngày 12 tháng 8 năm 2009, một ngày sau điểm phân. Khi các vành đai hướng về phía Mặt Trời, sự sáng của vành đai là do ánh sáng phản xạ từ bề mặt Sao Thổ, ngoại trừ đối với các vành đai dày hơn hoặc ở ngoài cùng, giống như Vành F.

Sao Thổ hiện lên với những phần có độ sáng phức tạp khác nhau. Hầu hết sự biến đổi độ sáng là do sự thay đổi hướng của vành đai, và điều này xảy ra hai lần trong một chu kỳ quỹ đạo. Tuy nhiên, sự xếp chồng trên biến đổi này do độ lệch tâm của quỹ đạo hành tinh làm cho bắc bán cầu của hành tinh sáng hơn so với nam bán cầu.
Năm 1980, Voyager 1 bay ngang qua Sao Thổ và gửi về dữ liệu cho thấy Vành F do ba vành hẹp hợp lại với cấu trúc viền phức tạp; bây giờ các nhà thiên văn biết rằng hai vành ngoài của Vành F chứa những cục, nút thắt xoắn lại và những cụm làm cho hiện lên hình dạng viền, với độ sáng nhỏ hơn vành đai thứ ba ở bên trong (xem thêm Vành F ở dưới).
Những bức ảnh mới về các vành đai chụp trong ngày 11 tháng 8 năm 2009 ở lúc điểm phân của Sao Thổ bởi tàu không gian Cassini của NASA đã chỉ ra rằng các vành đai mở rộng nhiều ra bên ngoài mặt phẳng danh nghĩa của vành đai ở một số vị trí. Sự mở rộng này đạt tới độ dày 4 km tại biên giới của Khoảng hở Keeler, do sự quay ngoài mặt phẳng vành đai của vệ tinh Daphnis, vệ tinh đã tạo ra khoảng hở này.

## Sự hình thành

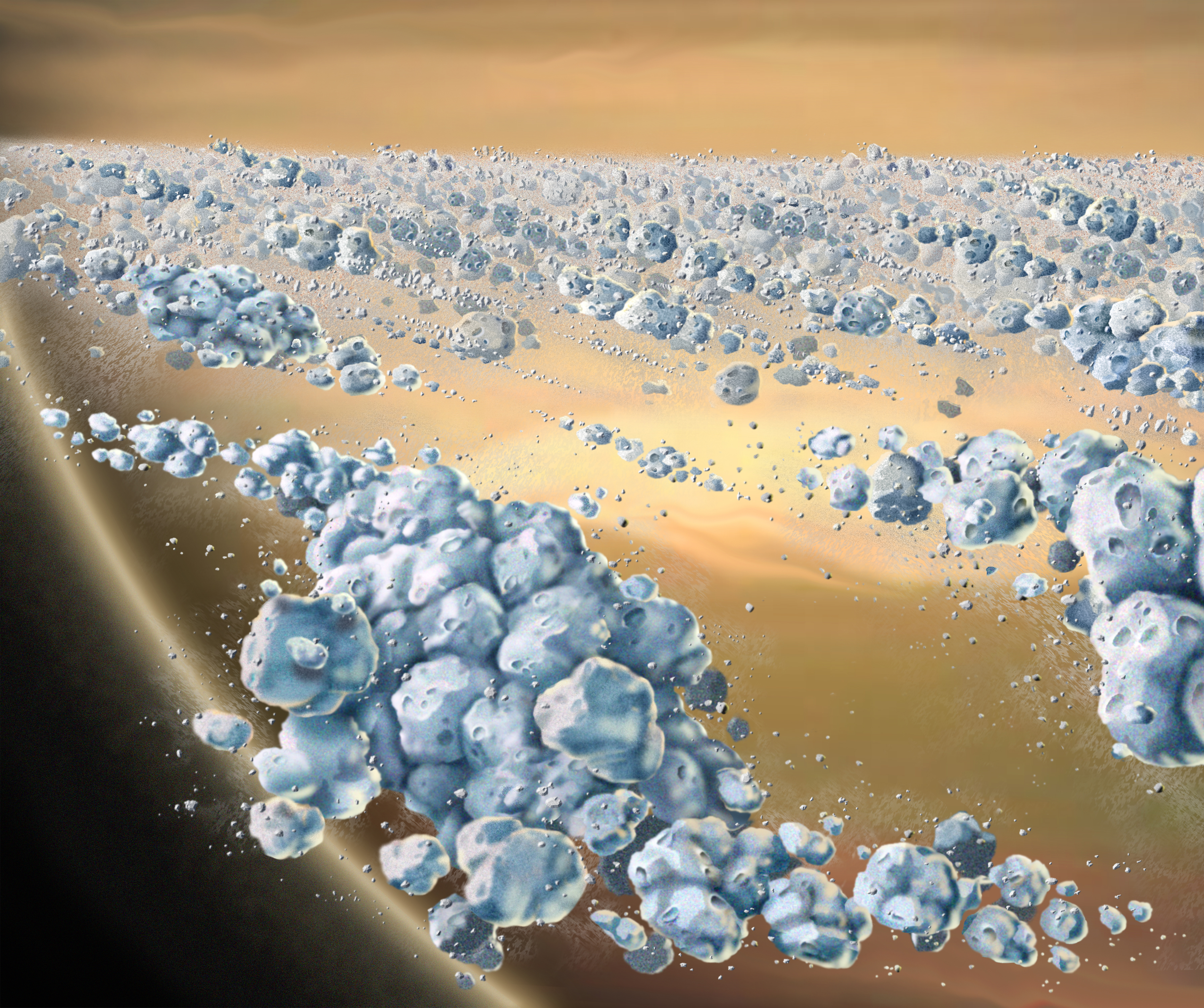
Minh họa (2007) sự bồi tụ các hạt băng tạo thành các khối 'rắn' trong vành đai Sao Thổ. Những đám này liên tục được tạo ra và tan rã. Những khối lớn nhất có đường kính khoảng vài mét.

Vành đai Sao Thổ có thể có độ tuổi lớn, thậm chí hình thành đồng thời với Thổ tinh. Có hai lý thuyết chính đề cập đến nguồn gốc của vành đai Sao Thổ. Một lý thuyết, ban đầu do Édouard Roche đề xuất vào thế kỷ thứ 19, theo đó các vành đai đã từng là một vệ tinh của Thổ tinh mà quỹ đạo của nó bị suy giảm đủ gần với hành tinh và nó bị xé toạc ra bởi lực thủy triều (xem giới hạn Roche). Một phiên bản khác của lý thuyết này đó là vệ tinh tự nhiên này bị vỡ ra do va chạm với một sao chổi lớn hoặc một tiểu hành tinh. Lý thyết thứ hai thì cho rằng các vành đai không phải là phần còn lại của vệ tinh Sao Thổ, mà là vật chất có nguồn gốc từ tinh vân nơi Sao Thổ đã hình thành.
Tuy vậy dường như các vành đai là tổ hợp của những mảnh vụn từ sự vỡ vụn của một vệ tinh có đường kính khoảng 300 km, lớn hơn Mimas. Thời gian xảy ra vụ va chạm đủ lớn để phá tan vệ tinh tự nhiên khá lớn này có thể xảy ra trong thời kỳ Va chạm Lớn Cuối, khoảng bốn tỷ năm về trước.
Độ trắng và tỷ lệ băng nước rất cao trong những vành đai Thổ tinh đã từng được xem là chứng cứ cho tuổi của vành đai phải ít hơn của Sao Thổ, có lẽ khoảng 100 triệu năm, khi bụi sao băng rơi xuống làm tối đi các vành đai. Tuy nhiên, những nghiên cứu mới cho thấy Vành B có khối lượng đủ lớn để pha loãng vật chất rơi vào và do vậy tránh được sự tối đi theo thời gian của hệ Mặt Trời. Vật chất trong vành đai có thể co cụm lại thành đám (khối) bên trong vành đai hoặc tan rã do va chạm một cách tuần hoàn. Điều này có thể giải thích tại sao có một số vật chất có độ tuổi trẻ xuất hiện ở trong vành đai.
Đội UVIS Cassini, dẫn đầu bởi Larry Esposito, sử dụng sự che khuất các ngôi sao để khám phá ra 13 thiên thể, có đường kính từ 27 mét đến 10 km ở bên trong vành F. Chúng hiện lên với bề mặt trong mờ, gợi ra là chúng tạm thời là sự kết tụ của các khối băng với đường kính vài mét. Esposito tin rằng đây là cấu trúc cơ bản của những vành đai trong Sao Thổ, các hạt tụ lại cùng với nhau, sau đó chúng lại bị vỡ tan ra.

## Cấu trúc và ranh giới con trong các vành đai
Những phần đậm đặc nhất của hệ thống vành đai Sao Thổ là các Vành A và Vành B, được chia tách bởi Ranh giới Cassini (do Giovanni Domenico Cassini khám phá ra vào năm 1675). Cùng với Vành C, được khám phá vào năm 1850 và nó có đặc tính tương tự với Khoảng hở Cassini, những phần này kết hợp lại thành vành đai chính của Sao Thổ. Các vành đai chính đậm đặc hơn và chứa các hạt lớn hơn các vành đai bụi phụ. Các vành đai phụ bao gồm Vành D, mở rộng về phía trong Sao Thổ, các Vành G và E và những vành khác nằm ở bên ngoài Vành A. Những vành khuếch tán này có đặc trưng giống như bụi do chúng chứa chủ yếu các hạt kích cỡ nhỏ (thường khoảng một micrômét); thành phần hóa học của chúng, giống như vành đai chính, hầu hết là băng nước. Vành hẹp F, ngay cạnh bên ngoài Vành A, lại khó có đặc trưng phân biệt; có những phần rất đậm đặc, nhưng cũng có phần chứa chủ yếu các hạt bụi.

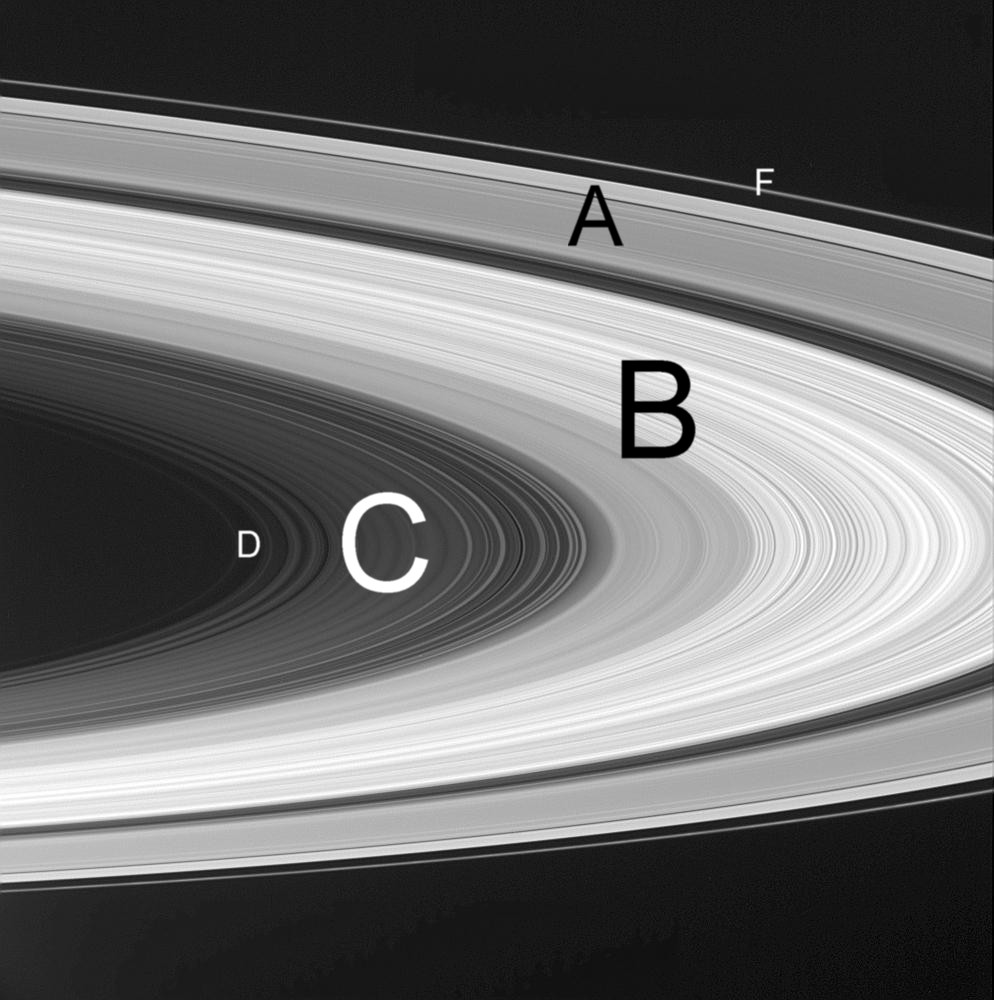
Phần được chiếu sáng của vành đai Sao Thổ với sự phân chia các vành đai

### Bảng dữ liệu
Ghi chú:

(1) khoảng cách đến tâm của khoảng hở, các vành đai và vòng đai có bề rộng hẹp hơn 1.000 km

(2) tên gọi không chính thức

(3) Tên gọi được định danh bởi Hiệp hội thiên văn quốc tế, ngoại trừ những ghi chú khác. Những đoạn chia tách rộng giữa các vành đai được đặt tên gọi là ranh giới (divisions), trong khi đoạn chia tách hẹp hơn gọi là khoảng hở (gaps).

(4) Dữ liệu chủ yếu từ Danh pháp Địa lý Hành tinh, từ Bảng dữ liệu NASA và các trang báo khác.

#### Các ranh giới con chính của vành đai
| Tên(3)                   | Khoảng cách đến Sao Thổ (từ tâm, km)(4) | Bề rộng (km)(4) | Đặt tên theo        |
| ------------------------ | --------------------------------------- | --------------- | ------------------- |
| Vành D                   | 66.900 - 74.510                         | 7.500           |                     |
| Vành C                   | 74.658 - 92.000                         | 17.500          |                     |
| Vành B                   | 92.000 - 117.580                        | 25.500          |                     |
| Ranh giới Cassini        | 117.580 - 122.170                       | 4.700           | Giovanni Cassini    |
| Vành A                   | 122.170 - 136.775                       | 14.600          |                     |
| Ranh giới Roche          | 136.775 - 139.380                       | 2.600           | Édouard Roche       |
| Vành F                   | 140.180 (1)                             | 30 - 500        |                     |
| Vành Janus/Epimetheus(2) | 149.000 - 154.000                       | 5.000           | Janus và Epimetheus |
| Vành G                   | 166.000 - 175.000                       | 9.000           |                     |
| Vành cung Methone(2)     | 194.230                                 | ?               | Methone             |
| Vành cung Anthe(2)       | 197.665                                 | ?               | Anthe               |
| Vành Pallene(2)          | 211.000 - 213.500                       | 2.500           | Pallene             |
| Vành E                   | 180.000 - 480.000                       | 300.000         |                     |
| Vành Phoebe              | ~4.000.000 – >13.000.000                |                 | Phoebe              |

#### Cấu trúc trong Vành C
| Tên(3)            | Khoảng cách đến tâm Sao Thổ (km)(4) | Bề rộng (km)(4) | Đặt tên theo                                |
| ----------------- | ----------------------------------- | --------------- | ------------------------------------------- |
| Khoảng hở Colombo | 77.870 (1)                          | 150             | Giuseppe "Bepi" Colombo                     |
| Vòng đai Titan    | 77.870 (1)                          | 25              | Titan, vệ tinh Sao Thổ                      |
| Khoảng hở Maxwell | 87.491 (1)                          | 270             | James Clerk Maxwell                         |
| Vòng đai Maxwell  | 87.491 (1)                          | 64              | James Clerk Maxwell                         |
| Khoảng hở Bond    | 88.705 (1)                          | 30              | William Cranch Bond và George Phillips Bond |
| 1,470RS Vòng đai  | 88.716 (1)                          | 16              | bán kính của nó                             |
| 1,495RS Vòng đai  | 90.171 (1)                          | 62              | bán kính của nó                             |
| Khoảng hở Dawes   | 90.210 (1)                          | 20              | William Rutter Dawes                        |

#### Cấu trúc bên trong Ranh giới Cassini
- Nguồn:[32]

| Tên(3)             | Khoảng cách đến tâm Sao Thổ(km)(4) | Bề rộng (km)(4) | Đặt tên theo           |
| ------------------ | ---------------------------------- | --------------- | ---------------------- |
| Khoảng hở Huygens  | 117.680 (1)                        | 285–400         | Christiaan Huygens     |
| Vòng đai Huygens   | 117.848 (1)                        | ~17             | Christiaan Huygens     |
| Khoảng hở Herschel | 118.234 (1)                        | 102             | William Herschel       |
| Khoảng hở Russell  | 118.614 (1)                        | 33              | Henry Norris Russell   |
| Khoảng hở Jeffreys | 118.950 (1)                        | 38              | Harold Jeffreys        |
| Khoảng hở Kuiper   | 119.405 (1)                        | 3               | Gerard Kuiper          |
| Khoảng hở Laplace  | 119.967 (1)                        | 238             | Pierre-Simon Laplace   |
| Khoảng hở Bessel   | 120.241 (1)                        | 10              | Friedrich Bessel       |
| Khoảng hở Barnard  | 120.312 (1)                        | 13              | Edward Emerson Barnard |

#### Cấu trúc bên trong Vành A
| Tên(3)           | Khoảng cách đến tâm Sao Thổ (km)(4) | Bề rộng (km)(4) | Đặt tên theo |
| ---------------- | ----------------------------------- | --------------- | ------------ |
| Khoảng hở Encke  | 133.589 (1)                         | 325             | Johann Encke |
| Khoảng hở Keeler | 136.530 (1)                         | 35              | James Keeler |

## Vành D

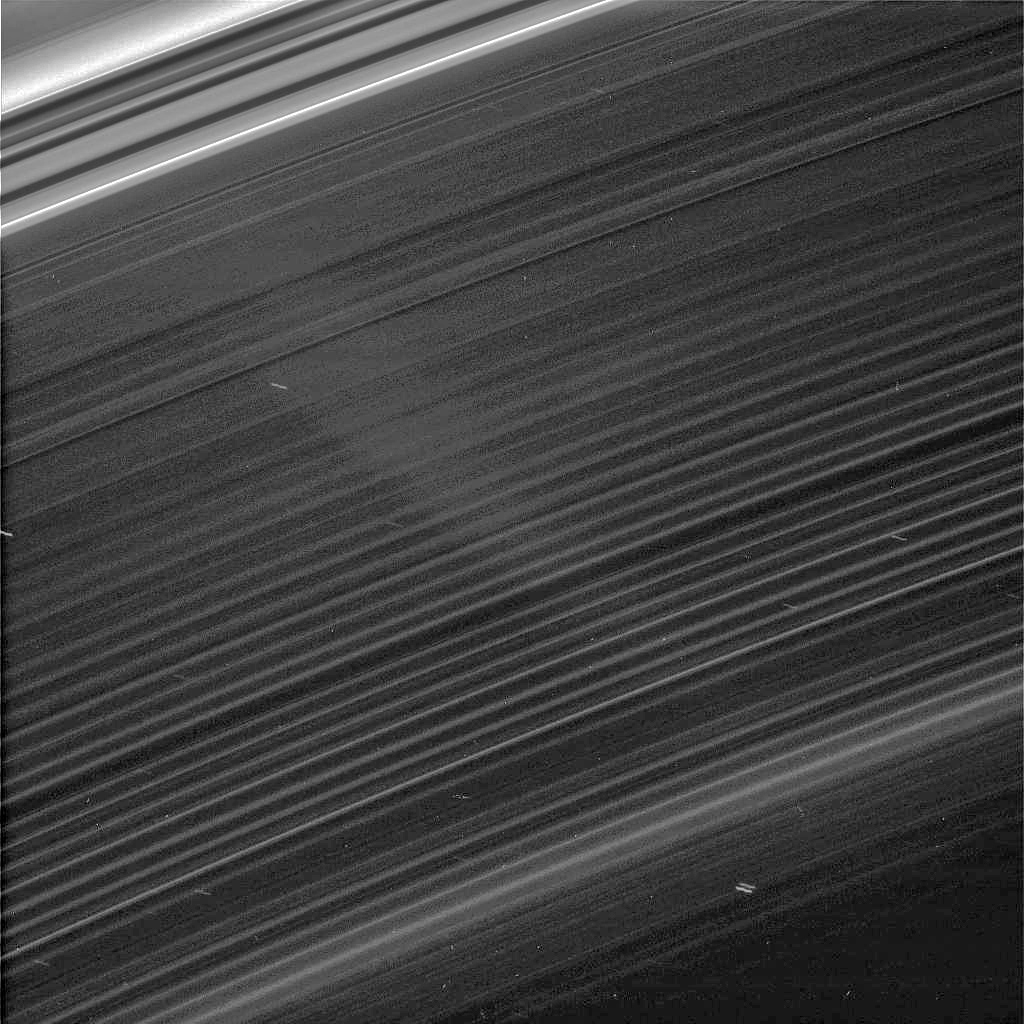
Bức ảnh từ tàu Cassini chụp Vành D của Sao Thổ cho thấy những gợn mờ trong nó; Vành C sáng hơn xuất hiện ở phía trái bên trên.

Vành D là vành đai rất mờ nằm trong cùng của hệ thống vành đai Sao Thổ. Năm 1980, Voyager 1 phát hiện ra bên trong vành đai này ba vòng đai được ký hiệu là D73, D72 và D68, trong D68 trở thành vòng đai rời rạc gần nhất Sao Thổ. Khoảng 25 năm sau, những bức ảnh chụp từ tàuCassini chỉ ra rằng D72 đã trở lên mờ đi rõ rệt và dịch chuyển về phía hành tinh khoảng 200 km. Hiện tại trong khoảng hở giữa Vành C và vòng đai D73 là một cấu trúc mịn với các bước sóng cách nhau 30 km.

## Vành C
Vành C là một vành chính rộng nhưng mờ nằm ở phía trong Vành B. Nó được William và George Bond khám phá vào năm 1850, mặc dù William R. Dawes và Johann Galle cũng đã quan sát thấy nó một cách độc lập. William Lassell đặt tên nó là "Vành Cao su" (crepe ring) do dường như nó có thành phần từ các vật chất tối hơn hai vành sáng A và B.
Bề dày của Vành C được ước lượng vào khoảng 5 mét, với khối lượng vào khoảng 1.1 × 1018 kilôgam, và độ trong suốt quang học (optical depth) thay đổi từ 0,05 tới 0,12. Tức là, từ 5 đến 12 phần trăm ánh sáng chiếu tới vuông góc với mặt phẳng vành đai sẽ bị giữ lại, do vậy khi nhìn từ phía ngoài, vành này gần như trong suốt.

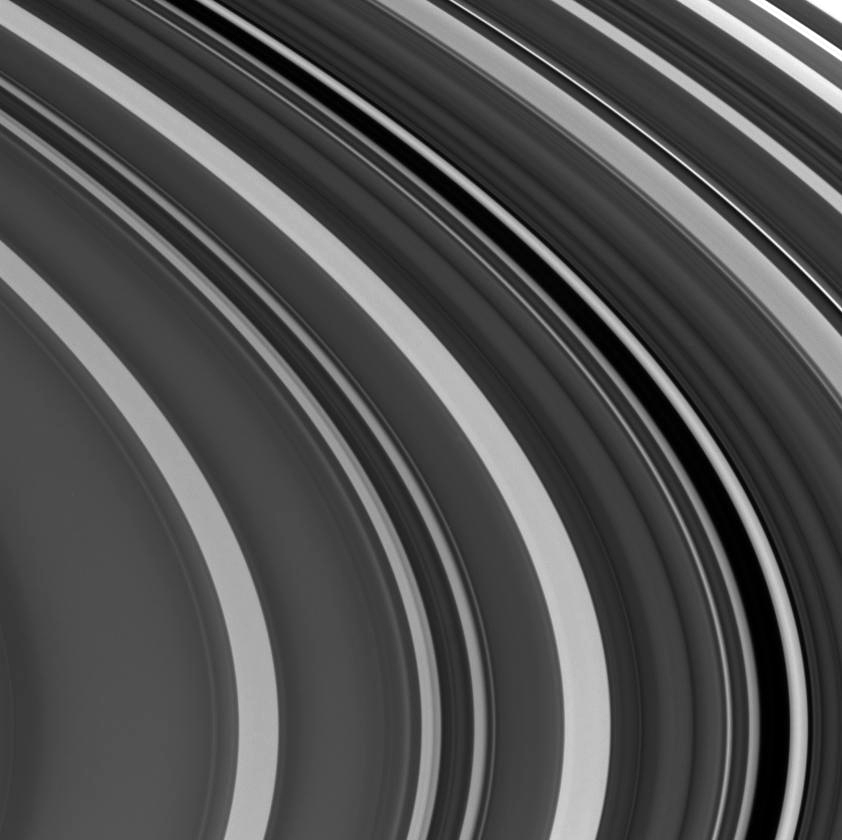
Khoảng hở Maxwell và Vòng đai Maxwell ở phía trên bên phải và ngay phía phải cạnh tâm. Khoảng hở Bond Ringlet on its right side are above and right of center. The Bond Gap is above a broad light band towards the upper right; the Dawes Gap is within a dark band just below the upper right corner.

### Khoảng hở Colombo và Vòng đai Titan
Khoảng hở Colombo nằm phía bên trong Vành C. Bên trong khoảng hở này là một vòng đai hẹp và sáng gọi là Vòng đai Colombo, tính từ tâm nó cách tâm của Sao Thổ khoảng 77.883 km, và có dạng gần elip hơn hình tròn. Vòng đai này cũng được gọi là Vòng đai Titan do nó bị chi phối bởi sự cộng hưởng quỹ đạo với vệ tinh Titan. Ở vị trí này với vòng đai, độ dài thời gian tiến động của viễn điểm của vòng hạt bằng với chu kỳ của chuyển động quỹ đạo của vệ tinh Titan, do vậy viễn điểm quỹ đạo của vòng đai luôn hướng về phía Titan.

### Khoảng hở và Vòng đai Maxwell
Khoảng hở Maxwell nằm ở phần ngoài cùng của Vành C. Nó cũng chứa một vòng đai không tròn đậm đặc, Vòng đai Maxwell. Vòng đai này có nhiều đặc điểm tương tự với Vành ε của Sao Thiên Vương. Có những cấu trúc dạng sóng ở phần giữa của cả hai vành này. Trong khi sóng ở vành ε được nghĩ là có nguyên nhân từ vệ tinh Cordelia của Sao Thiên Vương, thì lại không có vệ tinh nào được phát hiện trong khoảng hở Maxwell cho đến tháng 7 năm 2008.